# Cartilagem fibrosa

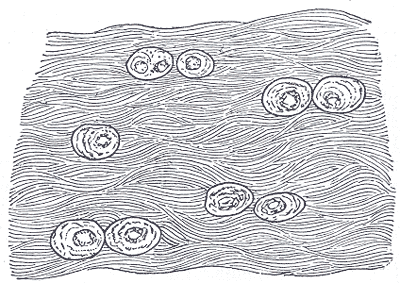
Fibrocartilagem branca de uma fibrocartilagem intervertebral.

A cartilagem fibrosa ou fibrocartilagem é um tecido com características intermediárias entre o tecido conjuntivo denso e a cartilagem hialina. É encontrado nos discos intervertebrais, nos pontos em que alguns tendões e ligamentos se inserem nos ossos, na sínfise púbica, e nos meniscos. A cartilagem fibrosa é nutrida pelo líquido sinovial, devido a ausência do periôcondrio.